# 新田宗一
新田 宗一（にった そういち、1886年（明治19年）8月10日 - 1952年（昭和27年）4月6日）は、日本の実業家。新田帯革製造所（現・ニッタ）会長。父は新田帯革製造所創業者の新田長次郎。

## 人物
大阪府出身。新田長次郎の二男、あるいは養子。新田長三、新田昌次、新田愛祐の兄。1912年、分家した。新田帯革製造所、新田ベニヤ製造所各代表をつとめた。大阪府在籍で、住所は堺市中三国丘町1丁目。

## 家族・親族
新田家
- 妻・ハルエ（1894年 - ?、愛媛、新田萬次郎の二女）[4][5]
- 二男・元温（1919年 - ?、新田ベルト取締役）[3][8]
- 長女・よし子（1913年 - ?、岡山、国塩耕一郎の妻）[4][3][5]
- 二女（熊本、高橋守雄の二男通敏の妻）[4]

親戚
- 国塩耕一郎（官僚）
- 高橋守雄（官僚、警視総監[3]）
- 新田仲太郎（内外汽船社長）